# Caryocar
Caryocar é um género botânico pertencente à família caryocaraceae, distribuídas nas Américas do Sul e Central.

## Espécies
Apresenta 18 espécies:
| - Caryocar amygdaliferum Mutis - Caryocar amygdaliforme Ruiz & Pav. ex G. Don - Caryocar brasiliense Cambess.: pequi - Caryocar coriaceum Wittm. - Caryocar costaricense Donn. Sm. - Caryocar cuneatum Wittm. - Caryocar dentatum Gleason - Caryocar edule Casar.: pequi-vinagreiro - Caryocar glabrum (Aubl.) Pers. | - Caryocar gracile Wittm. - Caryocar harlingii Prance & Encarn. - Caryocar microcarpum Ducke - Caryocar montanum Prance - Caryocar nuciferum L. - Caryocar pallidum A.C. Sm. - Caryocar punctatum Miq. ex Wittm. - Caryocar tessmannii Pilg. - Caryocar villosum (Aubl.) Pers.: pequiá |

## Nome e referências
Caryocar F.Allam. ex Lineu.